# Salustiano Jerônimo dos Reis
Salustiano Jerônimo dos Reis, primeiro e único barão de Camaquã (Província Cisplatina, 25 de janeiro de 1822 — Porto Alegre, 4 de julho de 1893) foi um militar brasileiro.
Filho do brigadeiro português Salustiano Severino dos Reis e de Isabel Tomásia Thompson, nasceu na Cisplatina quando seu pai prestava serviços ali. Casou-se em Caçapava, em 1844, com Plácida Elvira Teixeira Fernandes.
Sentou praça em 1837. Participou da Revolução Farroupilha, Guerra contra Rosas e Guerra do Paraguai, tendo importante participação na Batalha de Itororó. Na Batalha de Tuiuti perdeu seu filho, Salustio, que era seu ajudante de ordens. Terminou a carreira militar como marechal.
Foi várias vezes comandante das armas do Rio Grande do Sul. Também comandante do 6°distrito militar.
Era comendador da Imperial Ordem de São Bento de Avis, da Imperial Ordem de Cristo, da Imperial Ordem da Rosa e Oficial da Imperial Ordem do Cruzeiro.

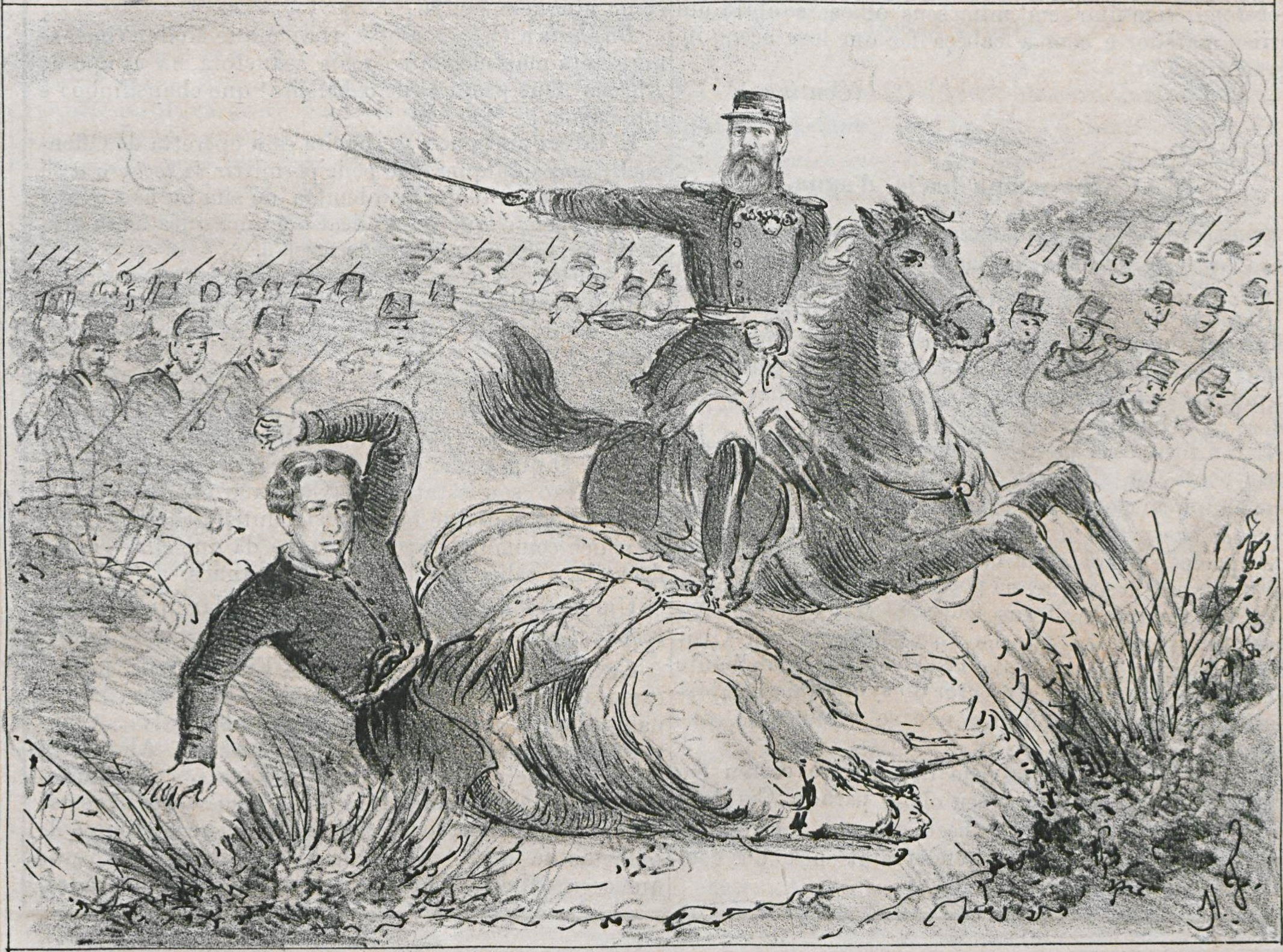
O tenente-coronel Salustiano Jerônimo dos Reis, da 14ª Brigada na Batalha de Tuiuti, vê o seu filho, alferes Salustiano Jeronymo Fernandes Reys, de 17 anos, cair ferido por um foguete à Congréve. Mesmo recebendo moralmente o golpe, o coronel dá ordens para avançar.

Está sepultado no Cemitério da Santa Casa de Misericórdia em Porto Alegre.